# F. P. Journe
 (janvier 2024).
La mise en forme du texte ne suit pas les recommandations de Wikipédia : il faut le « wikifier ».
Les points d'amélioration suivants sont les cas les plus fréquents. Le détail des points à revoir est peut-être précisé sur la page de discussion.
- Les titres sont pré-formatés par le logiciel. Ils ne sont ni en capitales, ni en gras.
- Le texte ne doit pas être écrit en capitales (les noms de famille non plus), ni en gras, ni en italique, ni en « petit »…
- Le gras n'est utilisé que pour surligner le titre de l'article dans l'introduction, une seule fois.
- L'italique est rarement utilisé : mots en langue étrangère, titres d'œuvres, noms de bateaux, etc.
- Les citations ne sont pas en italique mais en corps de texte normal. Elles sont entourées par des guillemets français : « et ».
- Les listes à puces sont à éviter, des paragraphes rédigés étant largement préférés. Les tableaux sont à réserver à la présentation de données structurées (résultats, etc.).
- Les appels de note de bas de page (petits chiffres en exposant, introduits par l'outil «  Source ») sont à placer entre la fin de phrase et le point final[comme ça].
- Les liens internes (vers d'autres articles de Wikipédia) sont à choisir avec parcimonie. Créez des liens vers des articles approfondissant le sujet. Les termes génériques sans rapport avec le sujet sont à éviter, ainsi que les répétitions de liens vers un même terme.
- Les liens externes sont à placer uniquement dans une section « Liens externes », à la fin de l'article. Ces liens sont à choisir avec parcimonie suivant les règles définies. Si un lien sert de source à l'article, son insertion dans le texte est à faire par les notes de bas de page.
- La présentation des références doit suivre les conventions bibliographiques. Il est recommandé d'utiliser les modèles {{Ouvrage}}, {{Chapitre}}, {{Article}}, {{Lien web}} et/ou {{Bibliographie}}. Le mode d'édition visuel peut mettre en forme automatiquement les références.
- Insérer une infobox (cadre d'informations à droite) n'est pas obligatoire pour parachever la mise en page.

Pour une aide détaillée, merci de consulter Aide:Wikification.
Si vous pensez que ces points ont été résolus, vous pouvez retirer ce bandeau et améliorer la mise en forme d'un autre article.
FP Journe, légalement Montres Journe SA, est une manufacture d'horlogerie haut de gamme franco-suisse fondée en 1999 par François-Paul Journe. Seul triple lauréat du grand prix de l' Aiguille d'Or de la Fondation du Grand Prix d'Horlogerie de Genève Journe se concentre sur les chronomètres de précision complexes avec une production d'environ 800 montres par an. 20 % de la société a été rachetée par Chanel en 2018 pour un montant non divulgué.
FPJourne est l'un des seuls horlogers encore basés dans le centre de Genève, avec son siège social, ses installations de fabrication et un espace d'exposition avec bibliothèque installé dans une usine de lampes à gaz reconvertie dans le quartier de la Coulouvrenière Rois,,. FP Journe possède également son propre fabricant de boîtiers, Les Boîtiers de Genève, et son propre fabricant de cadrans, Les Cadraniers de Genève, installés dans les mêmes locaux à Meyrin, une commune du canton de Genève.
La devise de l'entreprise, Invenit et Fecit ( latin signifiant "[Il l'a] inventé et fabriqué"), indique que l'entreprise conçoit et fabrique l'intégralité des mouvements de montre,,.

## Histoire
François-Paul Journe est né à Marseille en 1957. Enfant non-scolaire, il a été envoyé dans un collège technique local à l'âge de 14 ans. Il est diplômé de l'école d'horlogerie de Paris en 1976.
La devise de la marque, Invenit et Fecit (du latin « [Il] l'a inventé et l'a fabriqué ») indique que l'entreprise conçoit et fabrique l'intégralité des mouvements,. Les conceptions de mouvements de Journe sont uniques et il a inventé des systèmes complètement nouveaux, comme le chronomètre à résonance.
Journe a été interviewé en 2008 par le magazine Lusso . L'écrivain Oliver Walston a déclaré: "Il m'a accueilli avec un grand sourire, mais c'est peut-être parce que je possède déjà deux de ses montres".

## Prix
FP Journe a remporté le grand prix de l'Aiguille d'Or au Grand Prix d'Horlogerie à trois reprises : En 2004 pour le Tourbillon Souverain à seconde morte, l'actuelle génération de Tourbillon Souverain à seconde morte ; en 2006 pour la Sonnerie Souverain, à la fois une Grande Sonnerie et une Petite Sonnerie pour lesquelles FP Journe a déposé 10 brevets, ; et en 2008 pour le Centigraphe Souverain, un chronographe avec indication du temps isolée du mécanisme du chronographe, permettant au chronographe de mesurer les centièmes de seconde malgré un 3 Mouvement Hz. Aucune autre manufacture n'a remporté l' Aiguille d'Or plus de deux fois.
FP Journe a également remporté quatre prix de catégorie au Grand Prix d'Horlogerie : le Prix Spécial du Jury 2002 pour l'Octa Calendrier ; le Prix de la Montre Homme 2003 pour l'Octa Lune ; le Prix de la Montre Homme 2005 pour le Chronomètre Souverain ; et le Prix de la Montre Compliquée 2010 pour le Chronomètre à Résonance.

## Philanthropie

### Seule montre
FP Journe a participé pour la première fois aux enchères Only Watch en 2015, en soumettant le Tourbillon Souverain Bleu - une montre tourbillon basée sur le Chronomètre Bleu, comprenant un cadran bleu chromé et un boîtier en tantale, ce dernier ce qui est très rare pour un tourbillon. Comme le Tourbillon Souverain standard, il est doté d'un mouvement et d'un remontoir d'égalité de manufacture en or rose, ainsi que d'une seconde morte. Le Tourbillon Souverain Bleu vendu à 550 000 francs suisses aux enchères.
Pour l'édition 2017 d'Only Watch, FP Journe a fait don d'un chronographe monopoussoir à rattrapante de 44 mm avec un cadran bleu et doté d'un tout nouveau mouvement qui ne serait utilisé dans aucune autre montre FP Journe. La montre vendue à 1 150 000 francs suisses exemplaires aux enchères, ce qui en fait l'une des montres-bracelets indépendantes les plus chères de l'histoire,. FP Journe a ensuite publié une version modifiée du mouvement dans la série Chronographe Monopoussoir Rattrapante de la marque « lineSport ».

### Action Innocence
FP Journe a fait don de montres aux enchères au profit de l'association caritative suisse Action Innocence. En 2015, un Tourbillon Souverain à cadran violet spécial a augmenté 650 000 francs suisses tandis qu'un cadran violet spécial Élégante a augmenté 55 000 francs suisses. En 2017, un Chronomètre Optimum spécial à cadran violet a été vendu pour 200 000 francs suisses. En 2023, une Octa spéciale à cadran violet s'est vendue pour 1'000'000 CHF.

## Distribution
Les montres FP Journe ne sont disponibles que dans les boutiques appartenant à l'entreprise et dans les partenariats de vente au détail officiels (sous la marque « ESPACE FP Journe »). Les dix boutiques actuelles appartenant à l'entreprise, classées par ordre de date d'ouverture, sont situées à :
- Tokyo, ouvert en mai 2003
- Hong Kong, ouvert en octobre 2006
- Genève, ouvert en avril 2007
- New York, ouvert en novembre 2009
- Paris, ouvert en décembre 2009
- Los Angeles, ouvert en juillet 2013
- Beyrouth, ouvert en septembre 2014
- Kiev, ouvert en février 2017
- Miami, ouvert en mars 2019
- Dubaï, ouvert en octobre 2019
- Londres, ouvert en septembre 2023

## Service Patrimoine
En 2016, FP Journe a lancé Patrimoine Service, un programme officiel d'acquisition de montres hors production pour les collectionneurs intéressés. FP Journe achète, authentifie et entretient les montres à son siège de Genève, puis revend les montres via ses boutiques officielles et ses plateformes en ligne telles que Watchbox,,. Une nouvelle carte de garantie, un coffret et une garantie de trois ans accompagnent toutes les montres vendues via le Service Patrimoine. FP Journe est la première manufacture suisse à proposer un tel service.